# Subjektives Recht
Ein subjektives Recht ist die einem Einzelnen zu seinem Schutz vom objektiven Recht verliehene Rechtsmacht zur Durchsetzung seiner berechtigten Interessen. In Abgrenzung dazu liegt ein bloßer Rechtsreflex vor, wenn der Einzelne selbst nicht anspruchsberechtigt ist, sondern lediglich durch eine Norm begünstigt wird.
Subjektive Rechte finden sich einerseits als Herrschaftsrechte und andererseits als Gestaltungsrechte. Herrschaftsrechte sind absolute Rechte, die sich gegen jedermann richten und von jedermann zu beachten sind, so beispielsweise das Persönlichkeitsrecht oder das Recht am Eigentum. Gestaltungsrechte sind relative Rechte, die nur gegenüber einer bestimmten Person, klassischerweise aus Vertragsbeziehungen, bestehen. Hierzu zählen beispielsweise die Kündigung oder Anfechtung von Verträgen.
Im Bereich des öffentlichen Rechts wird der Begriff des subjektiven öffentlichen Rechts verwendet.
Subjektive Rechte sind neben dem rechtlichen (regelmäßig positives Recht) auch im politischen und moralischen Kontext relevant. In der Moralphilosophie werden sie als individuelle Ansprüche postuliert, die dem Einzelnen unabhängig von staatlicher Gewährung als überpositives Recht zustehen.
Träger subjektiver Rechte können sowohl Einzelne (jura singulorum) als auch Gruppen (jura consortii) sein.

## Geschichte
Einer weitverbreiteten Meinung zufolge sind subjektive Rechte eine intellektuelle Errungenschaft der frühen Neuzeit. Philosophiehistoriker haben dieser Auffassung aber in neuerer Zeit widersprochen. Laut Richard Tuck wurde die Idee eines ius, das von einzelnen Individuen besessen wird, von mehreren mittelalterlichen Theologen entwickelt, insbesondere im Zusammenhang mit dem Armutsstreit. Diese Lesart ist aber nicht unumstritten.
Dietmar Willoweit verortet den Beginn der Dogmengeschichte subjektiver Rechte in der griechischen Antike. Dort hätten sich die Individualrechte im Stadtstaat, in der Polis, entwickelt.

## Juristische Bedeutung
Die von der Rechtsordnung gewährten Rechte bezeichnet man als subjektive Rechte, weil sie einen Träger berechtigen: das Rechtssubjekt. Dabei kann es sich sowohl um eine natürliche Person (in Deutschland: jeder Mensch, § 1 BGB) als auch um eine juristische Person (GmbH, eingetragener Verein usw.) handeln. Beide sind gleichermaßen rechtsfähig.

### Recht und Pflicht

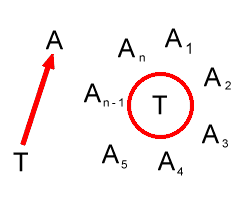
Das subjektive Recht (rot) berechtigt den Träger (T) und verpflichtet seinen Adressaten (A). Links ein relatives, rechts ein absolutes Recht

Dem Anspruchsinhaber steht der (gleichfalls rechtsfähige) Normadressat gegenüber, der aus dem Anspruch verpflichtet wird, weil andernfalls das Recht „ins Leere gehen“ würde.
Im deutschen Schuldrecht werden die einzelnen Schuldverhältnisse als Pflichtenkreise beschrieben. Durch den Kaufvertrag beispielsweise wird der Verkäufer einer Sache verpflichtet, dem Käufer das Eigentum an der Sache zu verschaffen (§ 433 Abs. 1 S. 1 BGB), durch den Dienstvertrag wird derjenige, welcher Dienste zusagt, zur Leistung der versprochenen Dienste, der andere Teil zur Gewährung der vereinbarten Vergütung verpflichtet (§ 611 Abs. 1 BGB). Zur Durchsetzung der Verpflichtungen bestimmt der für alle Schuldverhältnisse geltende § 241 Abs. 1 S. 1 BGB einheitlich: Kraft des Schuldverhältnisses ist der Gläubiger „berechtigt“, von dem Schuldner eine Leistung zu „fordern“.
Erst hierdurch wird klargestellt, dass den Leistungspflichten korrespondierende Rechte gegenüberstehen. Selbstverständlich ist das nicht, denn schon in seinem Absatz 2 fährt dieselbe Vorschrift fort: Das Schuldverhältnis kann nach seinem Inhalt jeden Teil zur Rücksicht auf die Rechte, Rechtsgüter und Interessen des anderen Teils “verpflichten”. Diesen Schutzpflichten steht also kein subjektives Recht gegenüber. Verletzt der Vertragspartner diese Pflichten, kann er zum Schadensersatz verpflichtet sein. Ein Recht auf Erfüllung der Schutzpflichten hat sein Gegenüber aber nicht, sie sind „nicht klagbar“.
Beispiel
Besucher B rutscht im Kaufhaus des K auf einer Bananenschale aus. Dann hat K die Pflicht aus § 241 Abs. 2 BGB verletzt, Rücksicht auf die Gesundheit des B zu nehmen. K schuldet gegebenenfalls nach § 280 Abs. 1, § 311 Abs. 2, § 241 Abs. 2 BGB Schadenersatz (auf den B dann auch ein Recht hat, § 241 Abs. 1 BGB!). Wenn aber B die Bananenschale entdeckt hätte, ohne darauf auszurutschen, so könnte er nicht etwa von K verlangen, die Schale zu entfernen: K mag dazu zwar verpflichtet sein, es fehlt aber ein darauf gerichtetes Recht des B.

## Einteilung der subjektiven Rechte

### Im öffentlichen Recht
Im öffentlichen Recht, speziell im Bereich der Grundrechte, ist eine Einteilung nach dem Inhalt der Rechte üblich, die auf die Statuslehre Georg Jellineks zurückgeht:
Abwehrrechte(lateinisch status negativus), mit denen der Grundrechtsträger vom Staat das Unterlassen von Eingriffen in den geschützten Freiheitsbereich verlangen kann;
Teilhaberechte(lateinisch status activus), bei denen eine Mitwirkung verlangt werden kann (z. B. Wahlrecht);
Leistungsrechte(lateinisch status positivus), die dem Grundrechtsträger Anspruch auf staatliche Leistungen geben.

### Im Zivilrecht
Das deutsche Privatrecht unterscheidet zwischen absoluten und relativen Rechten. Absolute Rechte wirken gegenüber jedermann (erga omnes). Jedes Rechtssubjekt ist also Adressat eines jeden dieser Rechte. Vornehmlich handelt es sich dabei um Herrschaftsrechte, die dem Träger Herrschaftsmacht über einen bestimmten Gegenstand einräumen. Herrschaftsrechte bestehen an Sachen, § 90 BGB (dann auch dingliche Rechte), wie das Eigentum gemäß § 903 BGB. Herrschaftsrechte können aber auch an Immaterialgütern bestehen (so das Patent und das Urheberrecht). Persönlichkeitsrechte stehen jedem Menschen als Persönlichkeit zu, z. B. das Namensrecht, § 12 BGB. Die Rechte wirken als Abwehrrechte. Absolute Rechte sind nach § 823 Abs. 1 und § 1004 analog BGB und oft auch spezialgesetzlich geschützt.
Relative Rechte können sich nur an bestimmte Adressaten richten und wirken inter partes. Sie bestehen in Ansprüchen, also „dem Recht, von einem anderen ein Tun oder Unterlassen zu verlangen“ (§ 194 Abs. 1 BGB). Ansprüche unterliegen der Verjährung. Schuldrechtliche Ansprüche heißen Forderungen. Davon zu unterscheiden sind die Gestaltungsrechte. Sie geben dem Träger die Macht, ohne Beteiligung anderer auf eine bestehende Rechtslage einzuwirken. Beispiele sind das Kündigungsrecht, das Anfechtungsrecht, das Widerrufs- und Rücktrittsrecht. Um den Vertragspartner zu schützen, verlangt die Ausübung dieser Rechte regelmäßig eine Erklärung (Gestaltungserklärung), die ihm gegenüber abzugeben ist, also ihm zugehen muss, § 130 Abs. 1 BGB. So kann der Arbeitgeber etwa nur von seinem Arbeitnehmer die Dienstleistung verlangen, nicht hingegen von seinem unbeteiligten Nachbarn. Ebenso wenig kann der Arbeitnehmer seinen Arbeitsvertrag gegenüber dem zufällig vorbeikommenden X kündigen: Dieser ist ja nicht Partei des Arbeitsvertrages und hat mit dem Kündigungsrecht des Arbeitnehmers „nichts zu tun“.

## Ermittlung durch Auslegung des objektiven Rechts
Ob die Rechtsordnung im Einzelfall nur Pflichten statuiert oder einem Rechtssubjekt auch ein auf die Erfüllung dieser Pflichten gerichtetes Recht einräumt, ist durch Anwendung der Auslegungsmethoden zu ermitteln.
Im öffentlichen Recht ist diese Frage für den Primärrechtsschutz von besonderer Bedeutung: Die Klage vor den Verwaltungsgerichten setzt voraus, dass der Kläger in seinen Rechten verletzt ist (§ 42 Abs. 2 VwGO). Fehlt es sogar an der Möglichkeit einer solchen Rechtsverletzung („Klagebefugnis“), wird die Klage schon als unzulässig abgewiesen. Auch die Rechtswegsgarantie des Art. 19 Abs. 4 GG knüpft an die Verletzung nicht etwa des objektiven Rechts, sondern der subjektiven Rechte des Klägers an.
Nach Wortlaut (Art. 1 Abs. 3 GG, Art. 94 Nr. 4a GG), Systematik (Überschrift des I. Abschnitts), Entstehungsgeschichte und Sinn und Zweck sind zunächst die Grundrechte und grundrechtsgleichen Rechte solche subjektiven öffentlichen Rechte. In der Grundrechtsdogmatik hat sich allerdings eine etwas abweichende Terminologie herausgebildet: Grundrechtsinhalt und -träger werden unter dem Begriff des (sachlichen bzw. persönlichen) Schutzbereichs behandelt, in den vom Staat eingegriffen werden kann. Aber auch zahlreiche Normen des einfachen Rechts gewähren dem Einzelnen Rechte. Fehlt es an ausdrücklichen Bestimmungen, so liegt nach der Schutznormtheorie dann ein subjektives Recht vor, wenn eine Pflicht nicht nur im öffentlichen Interesse, sondern gerade auch im Interesse Einzelner statuiert ist. Dies ist durch Auslegung festzustellen.

Das subjektive Recht (rot) berechtigt den Träger (T) und verpflichtet seinen Adressaten (A). Innerhalb des Rechtssubjekts T, einer juristischen Person, stehen aber auch deren Organen innenrechtliche Befugnisse zu (blau). Dies sind keine subjektiven Rechte im klassischen Sinn.

Keine subjektiven Rechte im klassischen Sinn sind die organschaftlichen Befugnisse. Ihre Träger sind nicht Rechtssubjekte, sondern Organe (oder deren Mitglieder) eines solchen Rechtssubjektes, nämlich einer juristischen Person des öffentlichen Rechts. Beispielsweise können Bürgermeister und Gemeinderat, beides Organe der Person Gemeinde, jeweils eigene Befugnisse zustehen. Deren Verletzung können sie, obwohl es sich nur um interne „Rechte“ handelt, im Kommunalverfassungsstreit gegeneinander geltend machen. Das Verfahren ist dann ein reiner Innenrechtsstreit. Ein anderes Beispiel sind in Deutschland die Befugnisse der obersten Bundesorgane (Bundespräsident, Bundestag usw.), für deren Verletzung das Grundgesetz ein eigenes Verfahren, den Organstreit, Art. 93 Nr. 1 GG, vorsieht.
Beim gerichtlichen Streit um Befugnisse zwischen Organen spricht man vom Interorganstreit. Geht es dagegen um Befugnisse einzelner Mitglieder von Organen, liegt ein Intraorganstreit vor.

### Zivilrecht
Auch im Zivilrecht kommt es vor, dass einer Verpflichtung kein entsprechendes Recht gegenübersteht. Klassisches Beispiel ist die Auflage, § 1940 BGB: „Der Erblasser kann durch Testament den Erben oder einen Vermächtnisnehmer zu einer Leistung verpflichten, ohne einem anderen ein Recht auf die Leistung zuzuwenden“ (anders das Vermächtnis, § 1939 BGB).
Eine Zwischenstellung nehmen die sogenannten unvollkommenen Verbindlichkeiten oder Naturalobligationen ein. Sie berechtigen zwar gerade nicht zum Fordern der Leistung, andererseits können sie aber insoweit „erfüllt“ werden, als das auf sie Geleistete nicht mehr zurückgefordert werden kann (vgl. Spiel, Wette, Ehemaklerlohn, § 762, § 656 BGB).
Zudem kann das materielle Recht Rechte gewähren, die zwar einklagbar sind, die aber nicht vollstreckt werden (§ 888 Abs. 3 ZPO: Herstellung der ehelichen Gemeinschaft).
Keine Rechte stehen den sogenannten Obliegenheiten gegenüber. Diese sind keine Pflichten, sondern bloße „Pflichten gegen sich selbst“: man befolgt sie im eigenen Interesse, um Nachteile zu vermeiden (z. B. die Schadensminderungsobliegenheit des § 254 BGB, die Rügeobliegenheit des § 377 HGB). Fehlt schon eine Verpflichtung, kann ihnen erst recht kein subjektives Recht gegenüberstehen.
Es haben sich im Laufe der Zeit im Privatrecht folgende Definitionen des „Rechts“ durchgesetzt:
1. „von der Rechtsordnung dem Einzelnen verliehene Willensmacht“ (Windscheid)
2. „rechtlich geschütztes Interesse“ (Jhering)
3. „privatrechtliche Normsetzungsbefugnisse“ (Bucher)

Zur Erläuterung Beispiele:
- Käufer X hat mit Verkäufer Y einen Kaufvertrag über einen Gebrauchtwagen abgeschlossen und den Kaufpreis bezahlt. Der dem X gegenüber Y zustehende Anspruch auf Übereignung und Übergabe des Gebrauchtwagens ist ein subjektives Recht.
- Hätte X den Kaufpreis nicht gezahlt, wäre Y berechtigt, die Übergabe des Gebrauchtwagens zu verweigern. Auch dieses Recht nennt man ein subjektives Recht (nämlich ein Gegenrecht gegen das Recht des X).
- Wenn der Kaufvertrag abgewickelt ist und X das Eigentum an dem Gebrauchtwagen erworben hat, ist er Eigentümer und damit Inhaber aller Rechte an dem Fahrzeug. Sein Eigentumsrecht nennt man ebenfalls ein subjektives Recht (Herrschaftsrecht).

## Entstehung von und Verfügung über Rechte

### Entstehung
Relative Rechte können von den betroffenen Parteien durch Rechtsgeschäft, insbesondere Vertrag, geschaffen werden. Mit dem Arbeitsvertrag beispielsweise begründen Arbeitgeber und Arbeitnehmer wechselseitige Ansprüche: einerseits auf Vergütung, andererseits auf Leistung der versprochenen Dienste. Dies ist unproblematisch, da Dritte nicht betroffen sind.
Durch Vertrag können auch absolute Rechte begründet werden, wenn damit lediglich ein bereits bestehendes Recht belastet wird. Beispielsweise kann der Eigentümer seine bewegliche Sache durch dinglichen Vertrag und Übergabe verpfänden und belastet so sein Eigentum mit einem Pfandrecht des Vertragspartners.
Absolute Rechte müssen aber auch durch gesetzliche Anordnung erstmals entstehen können. Man spricht dann von originärem Erwerb. Insoweit kommt insbesondere die Aneignung herrenloser Sachen in Betracht, aber auch die Verarbeitung, durch die der Verarbeitende Eigentum erwirbt. Beispielsweise wird Eigentümer, wer weggeworfene Möbel (Sperrmüll!) zu diesem Zweck an sich nimmt, oder wer aus fremdem Holz einen Schrank baut.

### Verfügung
Über Rechte kann durch Rechtsgeschäft verfügt werden (Verfügungsgeschäft). Darunter versteht man eine Einwirkung auf das Recht, durch die es unmittelbar übertragen, belastet, inhaltlich geändert oder aufgehoben wird.
- Relative Rechte werden durch Abtretung (Zession) übertragen. Für absolute Rechte gibt es meist abweichende Regelungen (beispielsweise Übertragung des Eigentums an beweglichen Sachen durch Einigung und Übergabe). Man spricht dann von derivativem Rechtserwerb im Unterschied zum originären.
- Relative Rechte können beispielsweise durch Erlass, einer Vereinbarung zwischen Schuldner und Gläubiger, aufgehoben werden. Ansprüche erlöschen ganz typischerweise durch Erfüllung. Bei den absoluten Rechten ist insbesondere die Eigentumsaufgabe (Dereliktion) zu nennen. Grundsätzlich erlischt ein Recht auch, wenn Träger und Adressat in einer Person zusammenfallen (Konfusion, Konsolidation).

## Philosophische Analyse
Politische Philosophie und Rechtsphilosophie sind Felder, die den Begriff des subjektiven Rechts auf einem hohen Abstraktionsgrad analysiert haben.

### Hohfeld-Schema
Wesley Hohfeld (1879–1918) wies 1917 in seinem bahnbrechenden Aufsatz Fundamental Legal Conceptions as Applied in Judicial Reasoning and Other Legal Essays darauf hin, dass der Begriff eines subjektiven Rechts mehrdeutig sei und in mehrere Einzelbedeutungen aufgespaltet werden müsse. Die Versäumung solcher Unterscheidungen führe, so Hohfeld, zu Fehlern in der Rechtsbegründung. Die Analyse Hohfelds ist in der anglo-amerikanischen Rechtstheorie und Rechtsphilosophie weithin akzeptiert und gilt als eine der fundamentalen Einsichten Hohfelds.
Laut Hohfeld muss der Begriff „[a] right“ (engl., (subjektives) Recht) in vier mögliche Bedeutungen unterschieden werden. Jede Bedeutung drückt eine Rechtsrelation („legal relation“) aus, d. h. eine normative Beziehung zwischen zwei Personen. Diese sind im Einzelnen:
- In der ersten Bedeutung weist „right“ auf „liberty“ oder „privilege“ hin, d. h. auf eine Handlungsfreiheit oder ein Handlungsprivileg. Wenn A ein Recht gegenüber B besitzt, H zu tun, heißt dies umgekehrt, dass A keine Pflicht gegenüber B hat, H zu tun. Das Recht, Musik in der eigenen Wohnung zu hören, ist nach dieser Analyse die Abwesenheit einer Pflicht gegenüber den Nachbarn, Musik zu hören.
- In der zweiten – und nach Hohfeld zentralen – Bedeutung meint „right“ einen „claim“, d. h. einen Anspruch. Ansprüche korrespondieren mit Pflichten: wenn A ein Anspruchsrecht gegenüber B auf H hat, dann hat B eine Pflicht, H zu tun.

Zu diesen Hohfeldschen Rechten erster Ordnung kommen zwei weitere Unterscheidungen auf der Meta-Ebene hinzu.
- So kann „right“ auch „power“ bedeuten, d. h. eine Befugnis. Wenn A eine Befugnis besitzt, dann kann A bestimmte Rechte – alle vier Formen von Hohfeldschen Rechten – verändern, d. h. neue Rechte erschaffen oder bestehende Rechte ändern. Ein Eigentumsrecht an einem Grundstück ist nach dieser Analyse die Befugnis, die Handlungsfreiheiten, Privilegien, Ansprüche etc., welche mit dem Grundstück verbunden sind, zu übertragen.
- In der letzten Bedeutung meint „right“ eine „immunity“ oder Immunität. Wenn A eine Immunität besitzt, dann können bestimmte Rechte von A nicht verändert werden. Das Recht, nicht versklavt zu werden, ist nach dieser Analyse das Recht, dass bestimmte Hohfeldsche Rechte erster und zweiter Ordnung nicht entzogen werden können.

In moderner anglo-amerikanischer Jurisprudenz ist es üblich, von „Bündeln“ Hohfeldscher Rechte zu sprechen. So wird angenommen, dass sich hinter so einfach erscheinenden Rechten wie dem Recht auf freie Meinungsäußerung ein kompliziertes „Molekül“ von Hohfeldschen „Atomen“ verbirgt.
Das Hohfeldsche Schema darf nicht als substantielle These über die Existenz oder Begründung von Rechten missverstanden werden; es ist primär eine sprachliche Analyse und genauere Differenzierung des Rechtsbegriffs.

### Anspruch in strukturiertem Sachzusammenhang „Wirtschaft und Persönlichkeit“ nach Schapp
Für Jan Schapp ist die Rechtsnorm bzw. das Gesetz nicht die letzte Instanz zur Begründung subjektiver Rechte. Vielmehr begründet das Gesetz nach Schapp einen Anspruch nicht in einem „leeren Raum“, sondern in einem strukturierten Sachzusammenhang „Wirtschaft und Persönlichkeit“, in dem aus gegensätzlichen Interessen Konflikte entstehen, die das Gesetz entscheidet. Damit schafft Schapp einen bis dahin fehlenden, jenseits des positiven Rechts der Gesetze und doch  „in der vollen Wirklichkeit der Lebenswelt liegenden Ausgangspunkt für die Erörterung und das Verständnis des Phänomens Subjektives Recht“. Die Anerkennung des Anspruchs als Recht geschieht nach Schapp nicht willkürlich oder bloß faktisch durch den Gesetzgeber. Sie beruht auf den Gegebenheiten des Lebenssachverhalts, ist aber aus ihm nicht ablesbar, sondern muss durch „juristische Arbeit“, durch „Finden“ der Voraussetzungen, als Konfliktlösung, d. h. als „gerechte Entscheidung“, ermittelt werden. Damit rückt die Entscheidung des Falles als Frage der Gerechtigkeit in den Mittelpunkt des juristischen Interesses. Der entscheidende Träger für das öffentliche Recht kann nach dieser von Schapp erarbeiteten Grundlinie des Rechts dann nicht mehr das Über-/ Unterordnungsverhältnis von Staat und Bürger sein, sondern ein Rechtsverhältnis zwischen Staat und Bürger, in dem beide einander grundsätzlich auf gleicher Höhe gegenübertreten.
Eigentum und Anspruch sind nicht im selben Sinn subjektive Rechte, sondern der Anspruch schützt das Eigentum. Im selben Sinn unterscheidet das römische Recht zwischen res und actio (Gaius: Institutiones). Es wurde also unterschieden zwischen dem, was geschützt wurde (Eigentum) und wie es geschützt wurde (durch Klage, heute Anspruch). Der überkommene Einheitsbegriff des subjektiven Rechts als Willensmacht zur Befriedigung menschlicher Interessen verdeckt diesen für das Recht konstitutiven Zusammenhang.

### Natur von Rechten
Unabhängig von der sprachanalytischen Beschäftigung mit Rechten stellt sich die Frage nach der Funktion und Natur von Rechten. Welche Art von Gegenstand sind Rechte? Die zwei prominentesten Ansätze in moderner Philosophie sind die Interessentheorie (interest theory) und die choice theory.

#### Interessentheorie
Interessentheorien bauen auf der als natürlichen verstandenen Einsicht auf, dass Rechte Individuen in irgendeiner Form nutzen, sie beschützen oder ihnen auf andere Weise einen Vorteil verschaffen. Joseph Raz, einer der prominentesten Verteidiger der Interessentheorie, definiert (subjektives) Recht wie folgt:
»‚x has a right‘ if and only if x can have rights, and other things being equal, an aspect of x’s well-being (his interest) is a sufficient reason for holding some other person(s) to be under a duty.«
„‚[Eine Person] X hat ein [subjektives] Recht‘ dann und genau dann wenn X Rechte besitzen kann, und, andere Überlegungen unbetrachtet, ein Aspekt des Wohlergehens von X (sein Interesse) ein hinreichender Grund ist, um eine oder mehrere andere Person(en) unter eine Pflicht zu stellen.“
Laut der Interessentheorie sind die zentrale Funktion von Rechten also der Schutz und die Förderung des individuellen Wohlergehens von Individuen. Was zum Wohlergehen von Individuen zählt, muss durch eine spezifische philosophische Theorie von Wohlfahrt im Einzelnen erläutert werden. Dies können das Glück, der Nutzen oder auch perfektionistisch verstandene Güter, welche Individuen besitzen, sein.
Es ist zu beachten, dass die Interessentheorie nicht eine Form des Utilitarismus ist. In der Begründung eines Rechtes wird nicht das aggregierte Wohlergehen aller angeführt, sondern die Tendenz eines Rechtes, das individuelle Wohlergehen zu fördern.

#### Choice Theory
Der zentrale moderne Verteidiger des entgegengesetzten Ansatzes ist H. L. A. Hart, einer der bedeutendsten Rechtsphilosophen des 20. Jahrhunderts. Für Hart ist die Funktion von Rechten nicht in ihrem Schutz von Interessen zu sehen, sondern in ihrer Funktion, Individuen Kontrolle und Wahl (engl., choice) in einem bestimmten Bereich zu verleihen.
Harts Ausgangsannahme ist, dass Rechte etwas sind, das Individuen besitzen und ausüben:
»Rights are typically conceived of as possessed or owned by or belonging to individuals, and  these  expressions  reflect  the  conception  of moral rules as not only prescribing conduct but as forming a kind of moral property of individuals to which they are as individuals entitled […].«
Ausgehend von dieser Betrachtung analysiert Hart Rechte als die Fähigkeit, die Pflichten und Handlungen anderer Individuen zu kontrollieren. Diese Fähigkeit muss nicht notwendigerweise, wie die Interessentheorie behauptet, im Interesse der Individuen sein.
Harts Theorie führt unmittelbar zu zwei kontroversen Ergebnissen. Erstens können Tiere und nicht-autonome Personen keine Rechte besitzen. Denn wenn Rechte typischerweise „ausgeübt“ werden, setzt dies die Fähigkeit des Rechtsträgers voraus, ein autonomer Handlungs-„Agent“ zu sein. Die Interessentheorie hingegen benötigt nur die schwächere Annahme, dass Rechtsträger Interessen besitzen können, was Tiere und nicht-autonome Personen mit einschließt.
Zweitens impliziert Harts Analyse, dass es keine „unveräußerlichen“ Rechte geben kann. Unveräußerliche Rechte sind gerade dadurch gekennzeichnet, dass Individuen keine Kontrolle über sie besitzen.

#### Andere Ansätze
Interessentheorie und Choice Theory erschöpfen nicht die logisch möglichen Positionen. Sie sind auch nicht notwendig inkompatibel: es ist theoretisch denkbar, dass Rechte sowohl Interessen beschützen als auch Kontrolle verleihen.
Einige Autoren haben „multifunktionale“ Theorien vorgeschlagen, denen zufolge Rechte mehrere und verschiedene Funktionen besitzen. Andere Theoretiker schlagen vor, dass die beiden Theorien nicht in Konkurrenz stehen, sondern bloß verschiedene Formen von Rechten beschreiben.

### Begründung von Rechten
Unabhängig von der Struktur und der Funktion von Rechten stellt sich die Frage, wie Rechte normativ begründet werden können. Hier spiegeln sich die großen Theorien der normativen Ethik wider.

#### Konsequentialistische Theorien
Nach konsequentialistischen Ansätzen werden Rechte über ihre positiven Konsequenzen begründet.
Was als „positive Konsequenz“ gilt, kann stark variieren. In einer egalitären konsequentialistischen Position existieren Rechte dann und nur dann, wenn sie zur Erschaffung und Beibehaltung einer egalitären Gesellschaft beitragen. Sollten Rechte einer solchen Gesellschaft hinderlich sein, gibt es sie nicht. In einer utilitaristischen Position, einer weiteren Unterform des Konsequentialismus, werden Rechte als begründet angesehen, wenn sie den aggregierten Gesamtnutzen in der Gesellschaft maximieren. Andere Formen, Konsequenzen zu bewerten, sind denkbar. Instrumentelle Perfektionisten werden Rechte zum Beispiel danach beurteilen, inwiefern sie zur moralischen Perfektionierung von Individuen beitragen.
Alle konsequentialistischen Theorien sind jedoch dadurch vereint, dass die Begründung von Rechten von empirischen und kontingenten Faktoren abhängig gemacht wird.

#### Statustheorien
Im Gegensatz zu konsequentialistischen Theorien begründen deontologische Ansätze Rechte über bestimmte intrinsische Eigenschaften, die Rechtsträgern zugerechnet werden. In Kants Ethik und Rechtsphilosophie zum Beispiel besitzen Personen Würde, und diese ist die Grundlage, von der aus spezifische Rechte begründet werden.
Moderne Philosophen nehmen diese Grundidee auf: Individuen als solche besäßen eine Form von moralischem Status, der vom Staat und allen anderen Individuen moralischen Respekt verlangt. Thomas Nagel argumentiert beispielsweise, dass Individuen sich durch den Besitz eines eigenen und unabhängigen Geistes (independent thinking being) auszeichnen. Die Ausübung und die Ausdrucksformen dieses Geistes sind deshalb ceteris paribus zu respektieren. Auf dieser Grundlage argumentiert Nagel, dass allen Individuen ein Recht auf Meinungsfreiheit zusteht – unabhängig von den Konsequenzen.

### Stärke und Konflikte von Rechten
Eine weitere Frage in Bezug auf Rechte ist, welcher Art und wie stark die moralischen Gründe sind, die Rechte ausdrücken. Müssen Rechte unter allen Umständen respektiert werden, selbst wenn dadurch moralische Ansprüche, die nicht auf Rechten beruhen, zurücktreten müssen?
Ronald Dworkin beantwortete diese Frage in einem berühmten Aufsatz mit „Ja“. Dworkin benutzte die Metapher von Trümpfen in einem Kartenspiel: individuelle, subjektive Rechte seien „Trümpfe“, die alle anderen sozialen und moralischen Überlegungen „ausstechen“.
Ähnlich argumentierte Robert Nozick in Anarchy, State, and Utopia: Rechte begründeten Handlungsbeschränkungen (side constraints). Wenn A ein subjektives Recht hat, dass andere nicht eine Handlung H tun, so dürfen andere Individuen nicht H tun. Handlungen, die von Rechten verboten werden, fallen so aus dem Handlungskalkül aller Individuen.
Andere Philosophen haben versucht, die Stärke von Rechten abzuschwächen: Rechte wiesen auf besonders starke moralische Gründe hin, und wir sollten unter normalen Umständen immer versuchen, sie nicht zu verletzen; aber in bestimmten Situationen sei ihre Verletzung gerechtfertigt, wenn diese Verletzung anderweitig positiv zu bewerten ist.
Eng verbunden mit der Frage nach der Stärke von Rechten ist die Frage, ob Rechte konfligieren und wie Konflikte zwischen Rechten durch rationale Argumente zu lösen sind. Einige Rechtstheoretiker verneinen, dass Rechte konfligieren. Dieser Ansicht zufolge würde die volle Beschreibung des Inhaltes eines Rechts so spezifisch sein, dass die Rechte von verschiedenen Individuen uns nie konfligierende Handlungsanweisungen geben. Ein anderer, libertärer Ansatz ist, Individuen bloß negative Rechte zuzuschreiben, in dem Glauben, dass diese generell nicht konfligierten.
Die weiter verbreitete Meinung hingegen ist, dass Rechte konfligieren können und dies auch regelmäßig tun. Wer dies akzeptiert, muss jedoch verneinen, dass Rechte nie verletzt werden dürfen. Dies ist eine Schwierigkeit zum Beispiel für Nozicks Theorie: denn wenn das Recht einer Person uns verbietet, H zu tun, und ein konfligierendes Recht uns verbietet, H zu unterlassen, ist der Handelnde vor ein Entscheidungsparadox gestellt.

### Bedeutung von Rechten im moralischen Bereich
Eine weitere Frage, die Philosophen beschäftigt hat, ist die Bedeutung von Rechten für die Gesamtheit der Moral. Ronald Dworkin hat drei Ansätze in der Ethik unterschieden: Rechtebasierte Moraltheorien (rights-based morality), pflichtbasierte Moraltheorien (duty-based morality) und zielbasierte Moraltheorien (goal-based morality). Wie schon ihre Namen ausdrücken, akzeptiert jede diese Theorien einen Begriff als Grundbegriff in der Ethik, von dem die anderen dann abgeleitet werden. Dworkin identifiziert Kants ethische Theorie etwa als pflichtbasierte Moraltheorie: Der kategorische Imperativ sei zentral für Kant, und dieser drücke eine Handlungspflicht aus („Handle so …“). Die Rechte von Individuen – und was als zu erlangendes Ziel gilt – leiteten sich bloß sekundär aus dem kategorischen Imperativ ab.
Gegen diese Theorien hat Ronald Dworkin eine rechtebasierte Moraltheorie zu verteidigen versucht. Dworkins Kritiker haben diesen Ansatz zurückgewiesen.